# Ierse parlementsverkiezingen 1948
De Ierse parlementsverkiezingen 1948 vonden plaats op 4 februari. De Dáil Éireann, het Ierse parlement, was eerder ontbonden op 14 januari. Bij deze verkiezingen werd het aantal beschikbare zetels uitgebreid van 138 naar 147.

## Achtergrond
De nieuwe verkiezingen werden uitgeschreven door de zittend premier Éamon de Valera om het de nieuwe partij Clann na Poblachta moeilijk te maken. De snelle groei van deze partij in het voortgaande jaar leek de positie van zijn Fianna Fáil te bedreigen. Tot dan toe was die partij al zestien jaar onafgebroken aan de macht. Drie jaar na de Tweede Wereldoorlog kampte het land echter met veel problemen. Levensmiddelen waren nog steeds alleen op rantsoen verkrijgbaar, de inflatie was hoog en het slechte weer zorgde voor misoogsten. Tegelijkertijd waren er beschuldigingen tegen De Valera en Sean Lemass, een andere partijprominent, dat zij betrokken waren bij omkoping.
Fianna Fáil bleef de grootste partij, maar kwam zes zetels tekort voor een absolute meerderheid. Zij slaagde er ook niet in om met steun van National Labour en verschillende onafhankelijke parlementsleden tot een meerderheid te komen. Een afkeer van Fianna Fáil en De Valera bracht de andere partijen bij elkaar en zij slaagden er wel in een regering te vormen. De meest logische keuze voor de positie van premier was Richard Mulcahy, partijleider van Fine Gael. Verschillende parlementsleden wilden hem niet steunen, omdat hij commandant was geweest van het leger van de Ierse Vrijstaat. Daarom trad hij terug en schoof John A. Costello naar voren, een tot dan toe relatief onbekende politicus. Mulcahy werd minister van Onderwijs, terwijl William Norton, leider van de Labour-partij, minister van Sociale Zaken werd.

## Uitslag
| Partij                | Stemmen   | %    | ±%     | zetels | verschil |
| --------------------- | --------- | ---- | ------ | ------ | -------- |
| Fianna Fáil           | 553.914   | 41,9 | ▼ 7,0  | 68     | ▼ 8      |
| Fine Gael             | 262.393   | 19,8 | ▼ 0,7  | 31     | ▲ 1      |
| Clann na Poblachta    | 174.823   | 13,2 | ▲ 13,2 | 10     | ▲ 10     |
| Irish Labour Party    | 115.073   | 8,7  | ▼ 0,1  | 14     | ▲ 6      |
| Clann na Talmhan      | 73.813    | 5,6  | ▼ 4,5  | 7      | ▼ 2      |
| National Labour Party | 34.105    | 2,6  | ▼ 0,1  | 5      | ▲ 1      |
| Monetary Reform Party | 14.369    | 1,1  | ▲ 0,3  | 1      | 0        |
| Ailtirí na hAiséirghe | 322       | 0,0  | ▼ 0,5  | 0      | 0        |
| Onafhankelijken       | 94.271    | 7,2  | ▼ 0,6  | 11     | ▲ 1      |
| Totaal                | 1.336.628 | 100% |        | 147    | ▲ 9      |